# Tiago Manuel Dias Correia
Tiago Manuel Dias Correia (* 12. července 1990 Lisabon), známý jako Bebé, je kapverdský profesionální fotbalista, který hraje na pozici křídelníka za španělský klub Rayo Vallecano a za kapverdský národní tým.

## Klubová kariéra
Do seniorského fotbalu nakoukl v dresu portugalského třetiligového celku CF Estrela da Amadora, odkud v červenci 2010 zamířil do klubu Vitória SC. Za Vitórii však nestihl odehrát žádný ligový zápas a po měsíci jej na doporučení tehdejšího reprezentačního trenéra Carlose Queiroze angažoval anglický Manchester United. V Manchesteru se však nedokázal prosadit a po necelém roce odešel hostovat do tureckého klubu Beşiktaş JK. Ani v Turecku se však neprosadil a proto odešel na další dvě hostování, tentokrát do portugalských celků Rio Ave FC a FC Paços de Ferreira. Nejvíc se mu dařilo právě ve druhém jmenován celku, za který dal 12 gólů ve 27 ligových zápasech. V roce 2014 jej vykoupila Benfica Lisabon. Ani tady se mu však nepodařilo se prosadit a v lednu 2015 odešel na půlroční hostování do španělského celku Córdoba CF.

## Osobní život
Jeho bratranci jsou fotbalisté Walter Patrick (bývalý portugalský mládežnický reprezentant) a Gerso.